# سفين أندرسون (لاعب كرة قدم)
سفين أندرسون (بالسويدية: Sven Andersson)‏ هو لاعب كرة قدم سويدي، ولد في 18 أبريل 1945. لعب مع نادي إلفسبورغ.